# 大村裕
大村 裕（おおむら ゆたか、1925年1月4日 - ）は、日本の神経学者。九州大学・岡崎国立共同研究機構生理学研究所名誉教授、医学博士。

## 経歴
日本統治時代の朝鮮・京城府（現在のソウル特別市）生まれ。1947年九州帝国大学医学部卒業。1953年 九州大学 医学博士　論文の題は「神経活動に及ぼす無機及び有機燐酸塩の影響について 」。金沢大学、九州大学、富山医科薬科大学（現在は富山大学に併合）岡崎国立共同研究機構生理学研究所などで教授を務めた。

## 受賞・叙勲歴
- 1976年 内藤記念科学振興財団より内藤記念科学振興賞（摂食調節の神経機序）[2]
- 1988年 日本学士院賞
- 1995年 勲二等瑞宝章受章

## 著書
脳と疲労：慢性疲労とそのメカニズム ISBN 9784320054028